# Fernanda Branco Polse
Fernanda Branco Polse, nome artístico de Fernanda Castello Branco Lopes (Londrina, 14 de abril de 1988), é uma cantora, compositora, jornalista, artista plástica, produtora cultural, ativista social, performista e cinegrafista brasileira.
É formada em Artes Plásticas pela Escola Guignard e em Jornalismo pela PUC-MG.
Em 2016 lançou seu álbum de estreia, "Bicho Branco Polse", produzido por Leonardo Marques. O disco é inteiramente autoral e foi apresentado em palcos e festivais, dentre eles o Basis for Live Art em Amsterdam e o Festival Literário de Londrina. Como performer, já se apresentou em Los Angeles, Montreal e Bogotá, além de várias cidades no Brasil.
Compôs as faixas "Meu Corpo" e "Eu Toco", presentes no álbum da cantora Julia Branco.
Atualmente residente em Belo Horizonte.